# Schumacher Vanda
Schumacher Vanda (Keszthely, 1998. október 27. –) magyar műsorvezető, színésznő, influencer.

## Élete
Keszthely környékén, szegény családban nőtt fel, vidéki gyerekként nehéz körülményekkel, nem rendelkezett érettségivel, amikor elköltözött Budapestre. Édesapja üzletember volt a fővárosban, és heti két napot nála töltött tízéves korától; emiatt „üzletemberek nevelték”, nem gondtalan kisiskolás évei voltak. Hatodikos korában konfliktusba került az iskolai igazgatóval, emiatt tanintézményt kellett váltania, végül magániskolát választottak neki. Már 15 évesen dolgozott: statisztaként kezdett az RTL produkcióiban, nem járt középiskolába, mert forgatásokon vett részt. 16 éves korától aktívan építette karrierjét: produkciós cégeknél jelentkezett műsorvezetői pozíciókra.
Korábban szerepelt az Éjjel-nappal Budapest, A tanár, és a Mellékhatás sorozatokban. Több RTL műsorban is műsorvezetőként dolgozott: BeleValóVilág, Való Világ 11, Celeb vagyok, ments ki innen! és Az Árulók – Gyilkosság a kastélyban.
Nyíltan beszélt a felnőttkori ADHD-ról is, amivel hosszú ideje küzd. Az első magyar nő, akinek NFC-chipet ültettek a kezébe, ezzel később fizetett is, az ügy nagy visszhangot kapott. Gyakran szerepel utazási témákban, így Los Angeles, Cannes, Zanzibár és hazai forgatások során is megmutatta aktív életformáját. Szervezett jótékonysági eseményt, például a Sztárfoci nevű focimeccset, amelyen több hazai sztár is részt vett, ezzel gyerekotthonokat támogatott.

## Sorozat- és televíziós szerepei
| Év        | Cím                   | Szerep         |
| --------- | --------------------- | -------------- |
| 2017–2021 | Éjjel-nappal Budapest | Lili           |
| 2018      | A tanár               | Sára           |
| 2020      | Mellékhatás           | Kíra           |
| 2021      | Keresztanyu           | Lány 2.        |
| 2021      | Apatigris             | Bár vendég     |
| 2021      | Elk*rtuk              | Titkárnő       |
| 2021      | Így vagy tökéletes    | Rajongó lány   |
| 2022      | Hotel Margaret        | Ginger         |
| 2023      | Brigi és Brúnó        | Fodrász        |
| 2023      | Valami Amerika        | jegyszedő lány |

## Műsorai
| Év        | Cím                                 | Szerepkör   |
| --------- | ----------------------------------- | ----------- |
| 2020–2022 | BeleValóVilág                       | műsorvezető |
| 2022      | Celeb vagyok, ments ki innen!       | versenyző   |
| 2022-2023 | Való Világ                          | műsorvezető |
| 2023      | Celebrandi                          | préda       |
| 2023      | Az Árulók – Gyilkosság a kastélyban | ártatlan    |
| 2024      | Fort Boyard – Az erőd               | versenyző   |